# Bhikhiwind
Bhikhiwind (Bhikkiwind Uttar, Bhikkiwind) è una suddivisione dell'India, classificata come nagar panchayat, di 10.269 abitanti, situata nel distretto di Amritsar, nello stato federato del Punjab. In base al numero di abitanti la città rientra nella classe IV (da 10.000 a 19.999 persone).

## Geografia fisica
La città è situata a 31° 20' 56 N e 74° 42' 5 E e ha un'altitudine di 203 m s.l.m..

## Società

### Evoluzione demografica
Al censimento del 2001 la popolazione di Bhikhiwind assommava a 10.269 persone, delle quali 5.462 maschi e 4.807 femmine. I bambini di età inferiore o uguale ai sei anni assommavano a 1.394, dei quali 786 maschi e 608 femmine. Infine, coloro che erano in grado di saper almeno leggere e scrivere erano 6.755, dei quali 3.857 maschi e 2.898 femmine.